# Platylygus rolfsi
Platylygus rolfsi är en insektsart som beskrevs av Knight 1970. Platylygus rolfsi ingår i släktet Platylygus och familjen ängsskinnbaggar. Inga underarter finns listade i Catalogue of Life.